# Tunnel Bleßberg
Der Tunnel Bleßberg (oder Blessbergtunnel) ist der längste von 22 Eisenbahntunneln der Neubaustrecke Ebensfeld–Erfurt. Der Tunnel unterquert zwischen Truckenthal und Goldisthal den Hauptkamm des Hohen Thüringer Schiefergebirges mit dem Rennsteig. Namensgebend ist der 865 m hohe Bleßberg, unter dem der Tunnel knapp östlich des Gipfels hindurchführt. Mit einer Länge von 8325,8 m (Streckenkilometer 124,745 bis 133,071) ist er nach seiner Fertigstellung einer der zehn längsten Eisenbahntunnel Deutschlands.
Die Kosten des Bauwerks wurden Mitte 2011 von der Deutschen Bahn mit etwa 180 Millionen Euro angegeben.

## Verlauf
Das Südportal liegt 502,4 m über NN, das Nordportal auf einer Höhe von 593,2 m über NN. Die Gradiente steigt im Tunnel dabei zum Nordportal hin mit 1,0916 % kontinuierlich an. Die Überdeckung liegt zwischen 6 m und 330 m.
Das Bauwerk unterquert neben dem Bleßberg (862 m) auch den Rennsteig nahe der Pechleite (838,5 m).

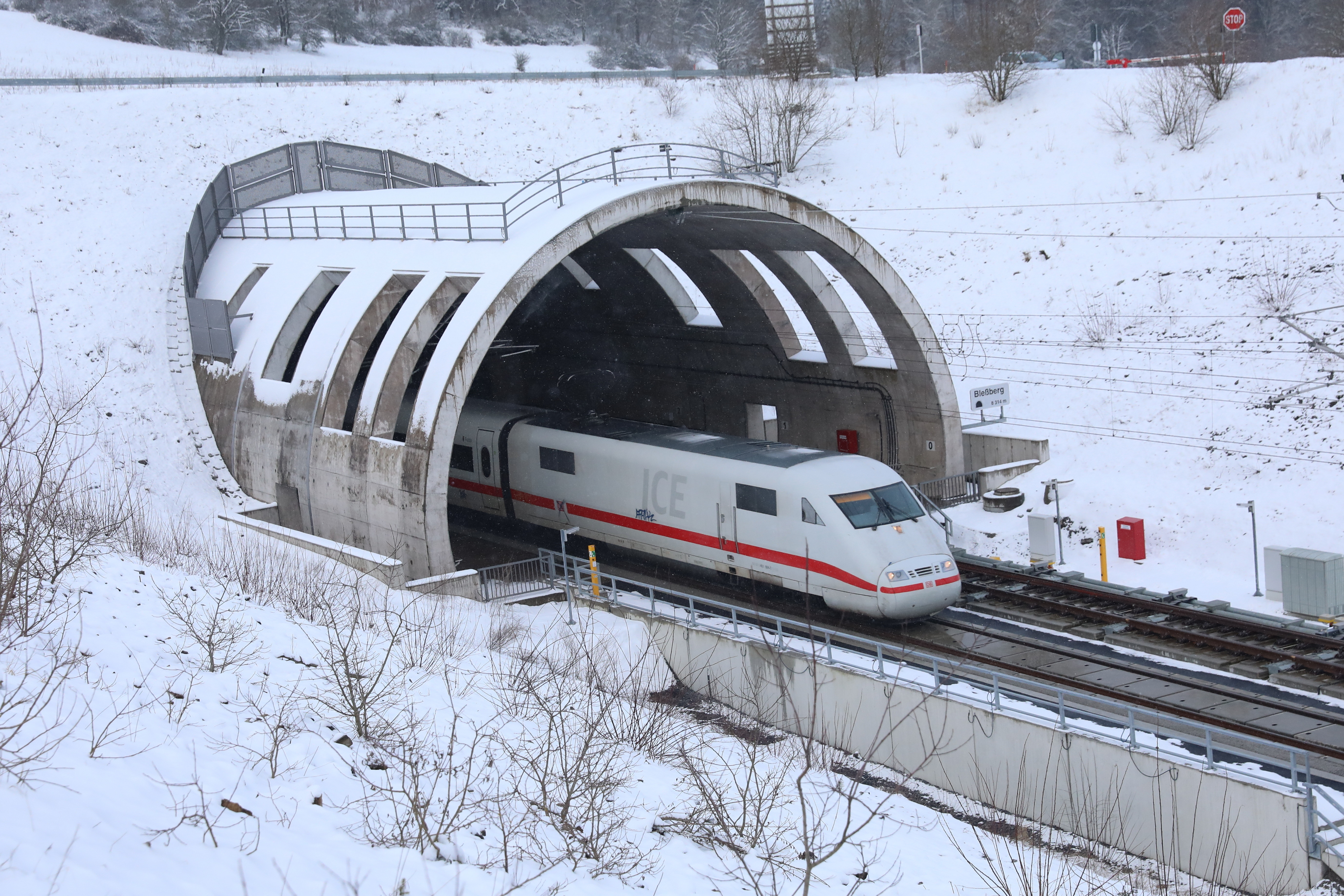
Südportal (2018) mit seitlichen Öffnungen zur Vermeidung des Tunnelknalls
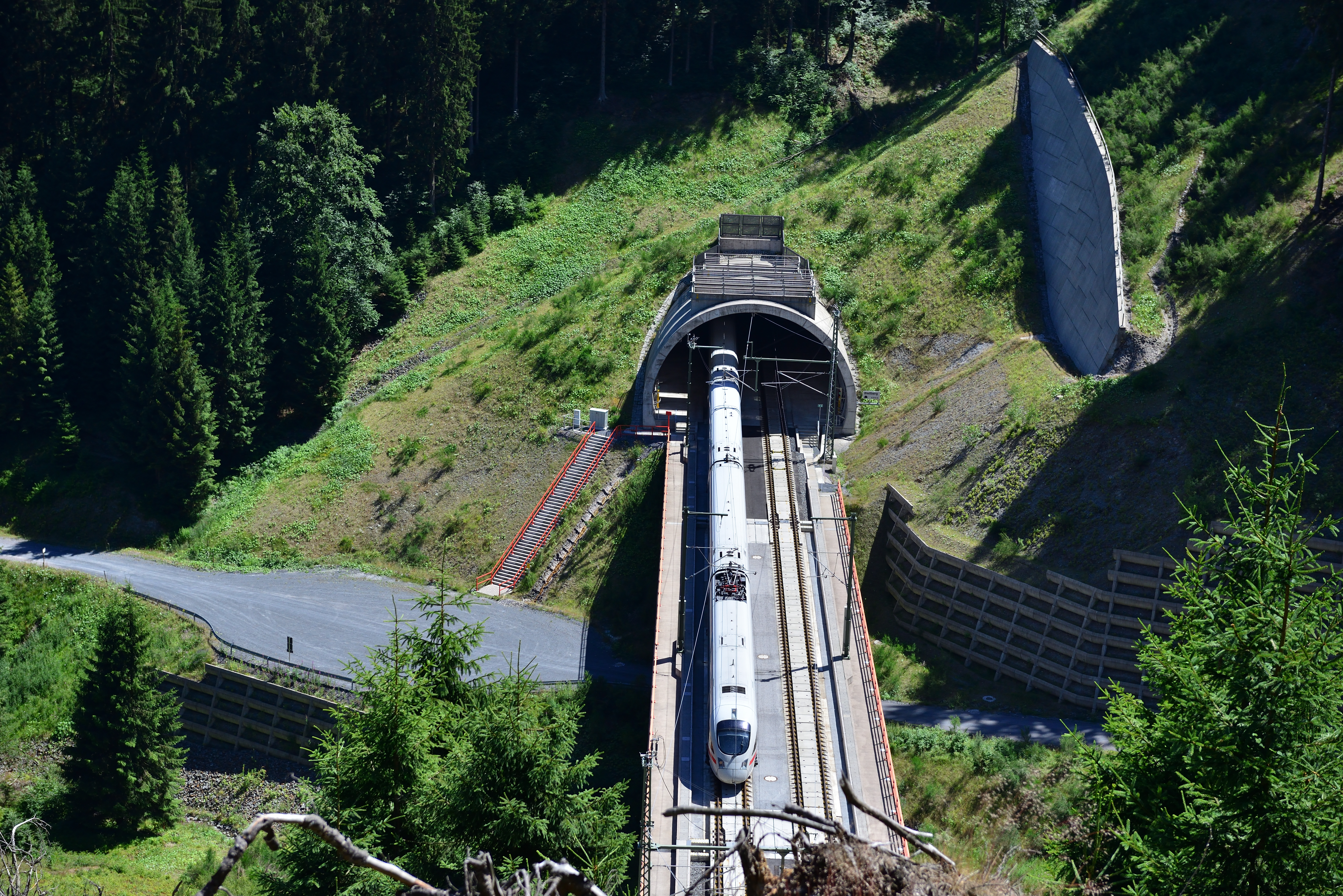
Nordportal mit vorgelagerter Saubachbrücke (2018)

## Technik
Der Eisenbahntunnel hat eine lichte Höhe von 8,23 m ab Schienenoberkante sowie eine lichte Weite von 13,64 m bei einem Maulprofil mit einer Nutzquerschnittsfläche von 92 m² über Schienenoberkante. Als Oberbau ist eine Feste Fahrbahn vorhanden, der Gleisabstand beträgt 4,5 m bei einer Entwurfsgeschwindigkeit von 300 km/h.
Als Maßnahme gegen den Tunnelknall wurden zusätzliche Portalbauwerke errichtet. Das 31 m lange südliche Portalbauwerk wurde 2012 ausgeschrieben. Im November 2012 wurde der Bau eines solchen Bauwerks vergeben und 2013 hergestellt.

## Geologie
Der Tunnel durchquert das Thüringer Schiefergebirge im Kernbereich des Schwarzburger Sattels (vgl. Interne Gliederung des Thüringisch-Fränkisch-Vogtländischen Schiefergebirges). Damit verläuft die Tunnelröhre größtenteils in den neoproterozoischen Tonschiefern und Grauwacken der Frohnberg- und Großbreitenbach-Formation sowie in ordovizischen Tonschiefern und Zementquarziten des Unteren und Oberen Frauenbachquarzites, der dazwischenliegenden Frauenbach-Wechsellagerung und der Phycodes-Schichten. Nahe dem südlichen Portal penetriert der Tunnel die sogenannte Fränkische Linie und verläuft noch einige hundert Meter in den mitteltriassischen Kalksteinen des Unteren Muschelkalks.

## Geschichte

### Planung
Bereits 1999 war das Bauwerk mit einer Länge von 8314 m geplant.

### Bauausführung

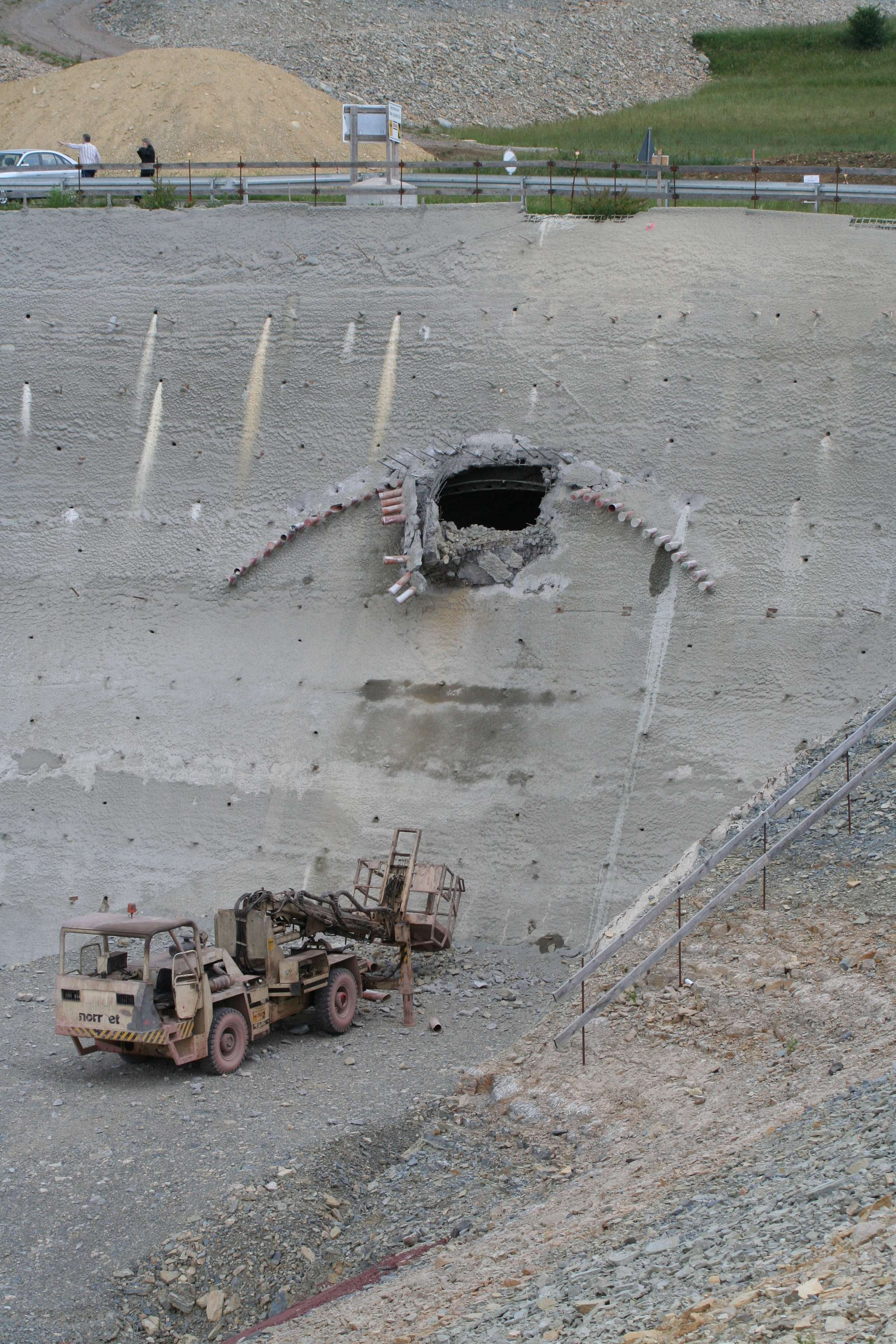
Südportal nach Durchbruch der Kalotte Juni 2008

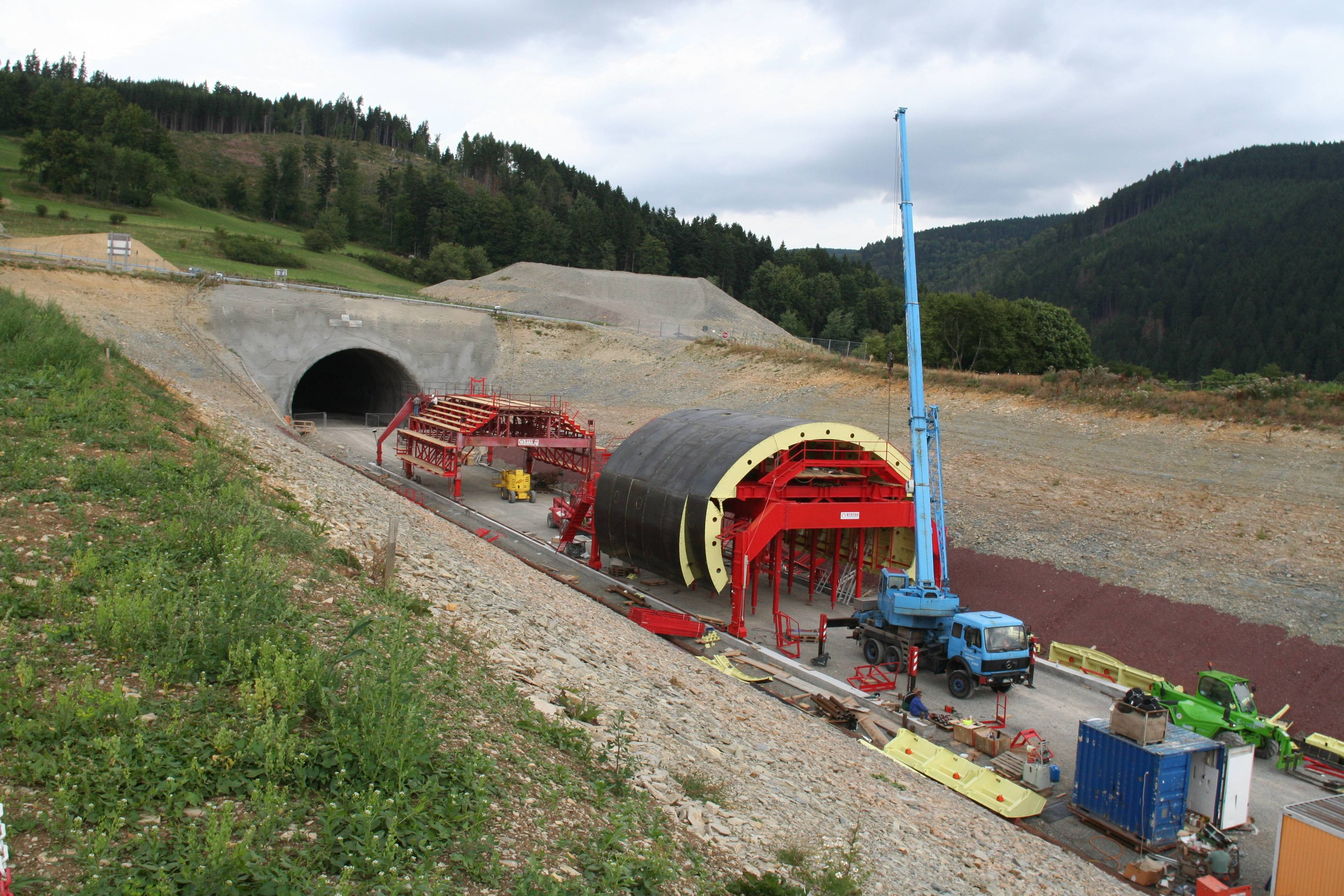
Südportal August 2008, Aufbau des Schalwagens

Der zweischalige Tunnel wurde bei 126 m² Ausbruchquerschnittsfläche mit bergmännischem Sprengvortrieb und einer Querschnittsunterteilung in Kalotte, Strosse und Sohle aufgefahren. Die Sicherung erfolgte durch Spritzbetonausbau nach der neuen österreichischen Tunnelbauweise. Der Tunnelvortrieb lief kontinuierlich rund um die Uhr bei vier Sprengungen pro Tag. Der Tunnelausbruch betrug bei den ersten beiden Baulosen ungefähr 900.000 m³ und wurde unter anderem auf einer 32,5 ha großen und maximal 14 m hohen Deponie bei Stelzen (50° 26′ 20″ N, 10° 59′ 26″ O) gelagert. Die Ausbruchsmassen des Einschnittes vor dem Südportal wurden über dem Südportal zwischengelagert und Anfang 2014 endgültig auf der Deponie Galgenberg (50° 25′ 2″ N, 11° 1′ 32″ O) eingebaut. Die Deponie für die Ausbruchmassen des dritten Bauloses lag bei Masserberg (50° 31′ 38″ N, 10° 59′ 9″ O).
Die Herstellung des Tunnels erfolgte in drei Baulosen. Das erste Baulos umfasste den Bau des 965 m langen Querstollens. Dieser wurde in einem Jahr bis August 2006 aufgefahren und diente als Zwischenangriffsstollen. Die Kosten beliefen sich auf rund fünf Millionen Euro, die Ausbruchsmenge lag bei rund 55.000 m³.
Das zweite Baulos beinhaltete den 4643 m langen südlichen Teil des Tunnels mit dem Zwischenangriffsstollen als Hauptangriffspunkt. Dieses wurde im August 2006 für rund 63,2 Millionen Euro netto vergeben. Im Frühjahr 2011 war die Baustelle geräumt. Das dritte Baulos umfasste den 3671 m langen nördlichen Tunnelteil sowie den anschließenden Tunnel Goldberg einschließlich zweier Talbrücken und wurde für 138,8 Millionen Euro netto vergeben. Die Bahn rechnete mit einer Gesamtbauzeit von sieben Jahren.
Offiziell angeschlagen wurde der Tunnel am 4. Dezember 2006. Die Tunnelpatenschaft für den Südabschnitt hat die SPD-Politikerin Iris Gleicke übernommen, entsprechend wird die Röhre auch als Iris-Tunnel bezeichnet.
Bis Mitte Juli 2007 waren 800 m ausgebrochen. Pro Sprengung wurden 1,7 bis 2,2 m ausgebrochen. Rund 160 Menschen arbeiteten auf der Baustelle in zwei Schichten rund um die Uhr, eine weitere Schicht hatte frei. Pro Schicht waren 16 bis 20 Menschen unter Tage. Anfang November 2007 waren über zwei Kilometer des Fahrtunnels ausgebrochen und vier der acht Notausgänge im Bau.
Am 30. März 2008 stießen die Mineure rund 240 m vom Südportal entfernt auf eine Tropfsteinhöhle, die den Namen Bleßberghöhle erhielt. 60 m vor dem Durchschlag am Südportal wurde eine weitere Karsthöhle entdeckt. Am 3. Juni 2008 begutachteten Fachleute diese vertikal zur Tunnelröhre verlaufende Höhle, die aufgrund ihrer geringen Standsicherheit anschließend verschlossen wurde. Die Haupthöhle wurde im Januar 2009 für neun Tage erneut zur Erkundung geöffnet und anschließend dauerhaft verschlossen. An ihrer höchsten Stelle befindet sich die Haupthöhle etwa zehn Meter unter dem Tunnel. Im Kreuzungsbereich zwischen Bahntunnel und Höhle wurde der Tunnel bis auf das untere Niveau der Höhle vertieft, um eine stabile Gründung zu schaffen. Auf einer Länge von rund 500 m wurde im Bereich der Höhle die Tunnelschale auch im Bereich der Sohle rund ausgeführt. Darüber hinaus wurde die Sohle im Bereich der Querung der Höhle mit Gestein und Beton zusätzlich verfestigt.
Der Tunneldurchbruch in der Kalotte am Portal Süd erfolgte nach 14 Monaten Bauzeit am 14. Juni 2008. Der offizielle Durchschlag am Südportal fand am 24. Juni statt. Gegen 12:45 Uhr löste die Tunnelpatin eine symbolische Sprengung aus. Für den ersten 4,6 km langen Bauabschnitt wurden insgesamt 70 Millionen Euro investiert. Mit der Realisierung des Südabschnittes wurde eine Arbeitsgemeinschaft von drei Unternehmen beauftragt.
Der nördlich anschließende Goldbergtunnel (1163 m) und die Saubachtalbrücke (55 m) dienten seit ihrer Fertigstellung (Rohbau) als Zufahrt zur Baustelle am Nordportal des Bleßbergtunnels. Der rund 4000 m lange Nordabschnitt wurde am 8. Juli 2009 angeschlagen. Mitte März 2010 waren mehr als 1050 Meter des Nordabschnitts vorgetrieben und Ende März die Tunnelschale des Südabschnittes fertiggestellt. Am 2. September 2010 waren 2296,5 Meter des Nordabschnitts vorgetrieben. Am 31. Mai 2011 war der Kalottendurchschlag und die offizielle Feier folgte am 29. Juni 2011 am Südportal.
Insgesamt entstanden mehr als 20 Kilometer Baustraßen, die nach Abschluss der Bauarbeiten teils zurückgebaut wurden, teils als Zufahrt zu den Rettungsplätzen erhalten blieben.
Im Mai 2015 waren die Schienen fertig eingebaut, die Montage des Fahrdrahts war im Gange.
Das Bauwerk galt, neben dem Tunnel Silberberg, als bauzeitbestimmend für die Neubaustrecke. Die Projektleitung hatte die DB ProjektBau.

### Rettungskonzept
Das Bauwerk weist im Abstand von maximal 1000 m acht Notausgänge auf.
- Der Notausgang 1 bei Streckenkilometer 125,756[3] ist ein 410 m langer zweispurig befahrbarer Schrägstollen mit 38 m² Ausbruchquerschnitt[30], der auf der Westseite bei Neundorf liegt (50° 25′ 55,8″ N, 11° 0′ 41,5″ O)
- Der Notausgang 2 bei Streckenkilometer 126,756[3] ist als 965 m langer Schrägstollen ausgeführt, ebenfalls auf der Westseite liegend. Dieser Stollen mit 38 m² Ausbruchquerschnitt[30] diente als Angriffspunkt für den Bau des Südabschnitts und ist deshalb zweispurig befahrbar. Er liegt zwischen Stelzen und Mausendorf.(50° 26′ 21,7″ N, 10° 59′ 54,5″ O)
- Der Notausgang 3 bei Streckenkilometer 127,570[3] ist über einen 814 m langen einspurig befahrbaren Parallelstollen mit 28 m² Ausbruchquerschnitt[30] an den NA 2 angebunden. Er hat drei Ausweichnischen.
- Der Notausgang 4 bei Streckenkilometer 128,570[3] ist ein 43 m tiefer Schacht auf der Ostseite des Tunnels bei Saargrund an der B 281 (50° 27′ 28,5″ N, 11° 0′ 13″ O)
- Die Notausgänge 5 (Km 129,570[3]), 6 (Km 130,395[3]) und 7 (Km 131,220[3]) sind über einen insgesamt 2.500 m langen, befahrbaren Parallelstollen an den NA 8 angebunden.
- Der Notausgang 8 bei Streckenkilometer 132,070[3] ist als 308,5 m langer Stollen auf der Ostseite des Tunnels angeordnet. Dieser auch als Zwischenangriffsstollen Langebach bezeichnete Stollen liegt westlich des Unterbeckens des Pumpspeicherwerkes Goldisthal (50° 29′ 27″ N, 11° 0′ 1″ O). Die Zufahrt erfolgt über einen 7 km langen Waldweg von Goldisthal[31].

Insgesamt entstanden Schräg- und Parallelstollen mit einer Gesamtlänge von 4477 m. Der längste dieser Stollen ist 3 km lang und verfügt über Buchten für Begegnungsverkehr. Die Feste Fahrbahn und die Stollen sind von Straßenfahrzeugen befahrbar. Im Tunnel sind im Abstand von 100 m Wendestellen vorhanden. Eine trockene Löschwasserleitung mit unterirdischen Löschwasserbehältern ist an den Tunnelportalen vorhanden.
An beiden Portalen sowie an den Punkten, an denen die Notausgänge an die Oberfläche treten, sind Rettungsplätze angelegt worden. Sie dienen ebenfalls als Landemöglichkeit für Hubschrauber. Als Zufahrt zum Nordportal ist die Saubachtalbrücke für Straßenfahrzeuge befahrbar.
Im Rahmen der siebten Planänderung wurde, aus Sicherheitsgründen, zusätzlich bei Notausgang 5 zur Belüftung der befahrbaren Notausgänge ein Lüftungsschacht mit einer Höhe von etwa 63 m und einem Außendurchmesser von rund 2,6 m hergestellt. Die Errichtung des Bauwerks wurde Ende Januar 2016 ausgeschrieben und bis Ende 2017 errichtet.(50° 27′ 58,67″ N, 11° 0′ 3,35″ O)

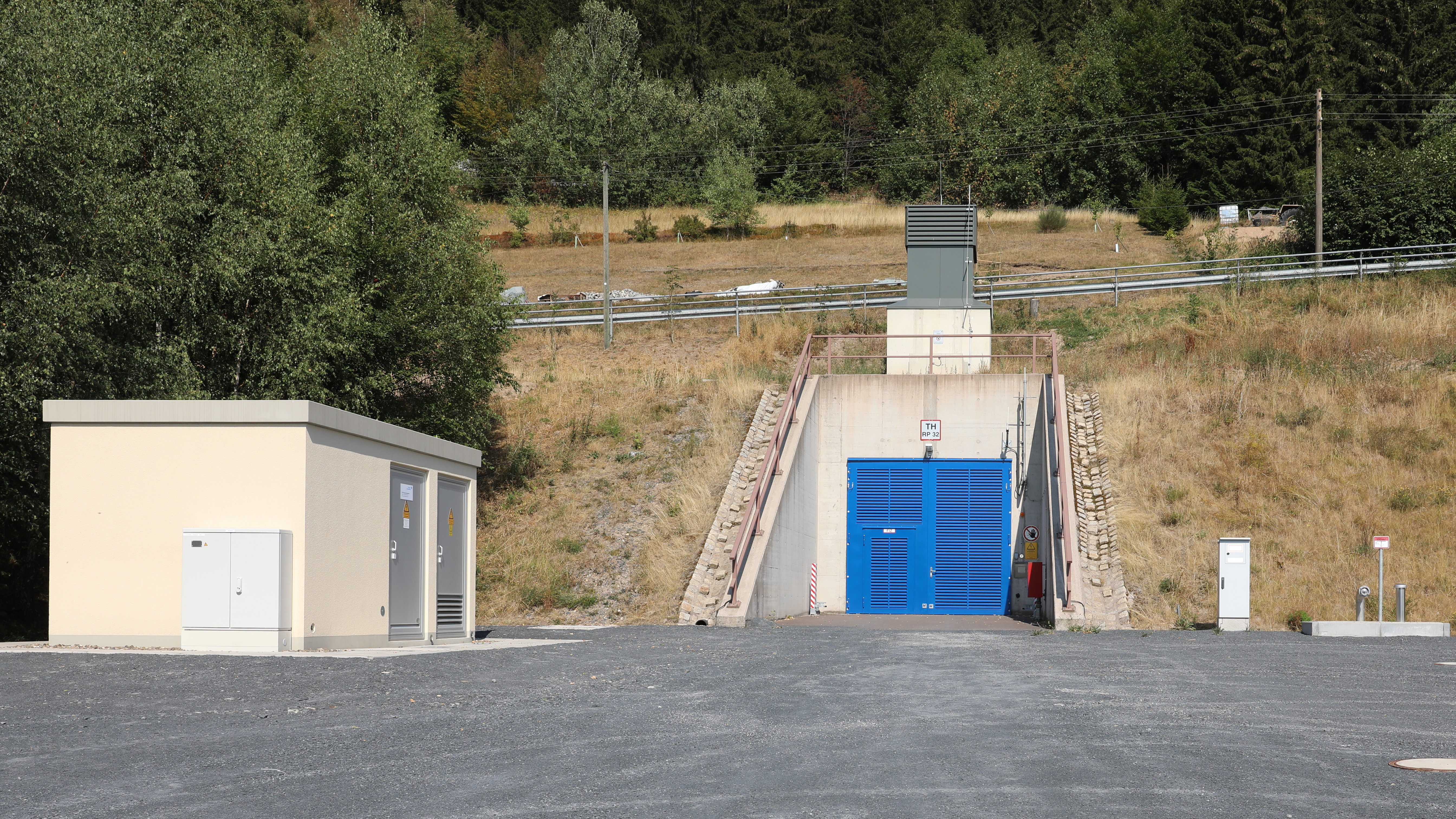
Portal Notausgang 1
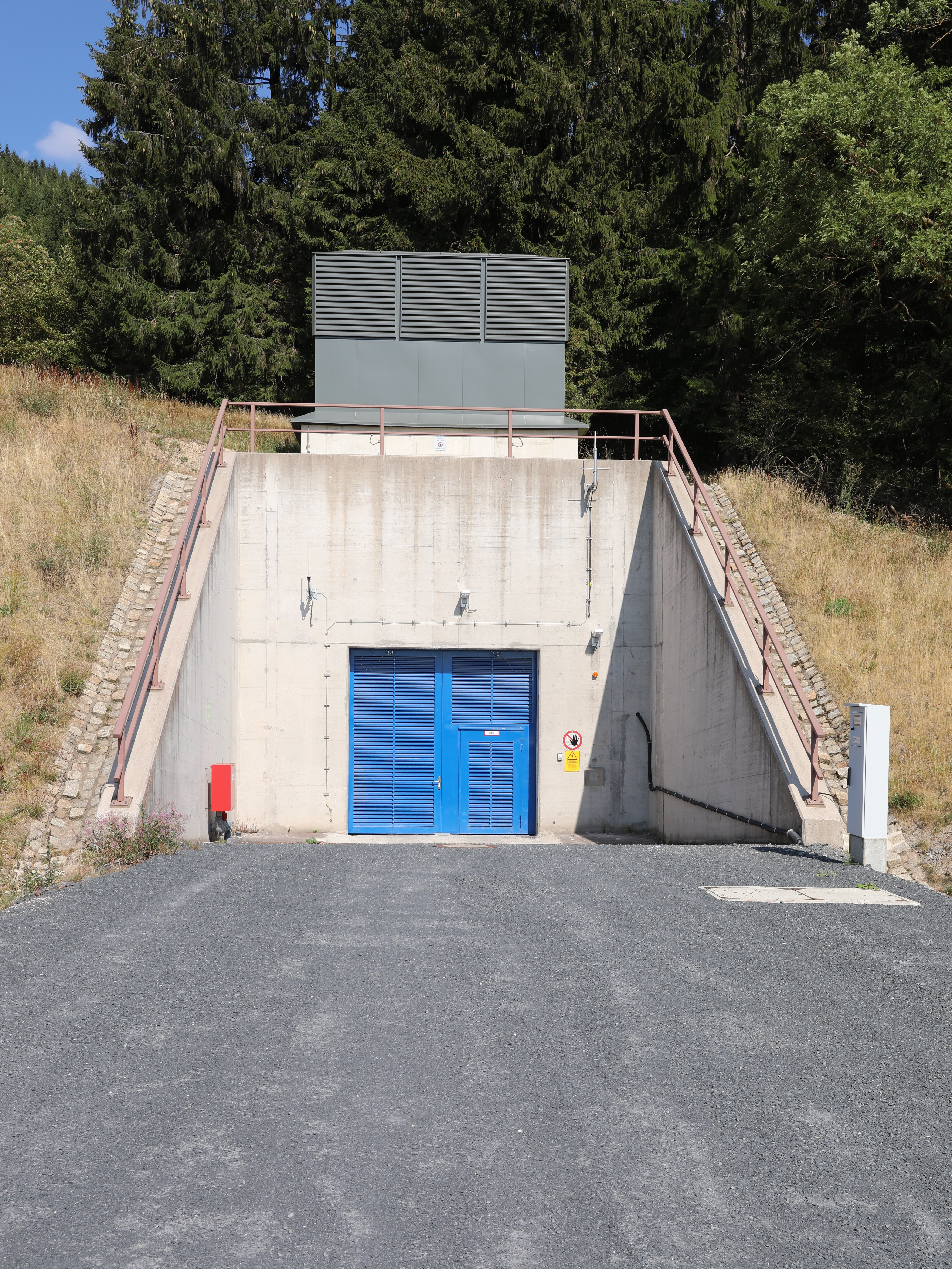
Portal Notausgang 2
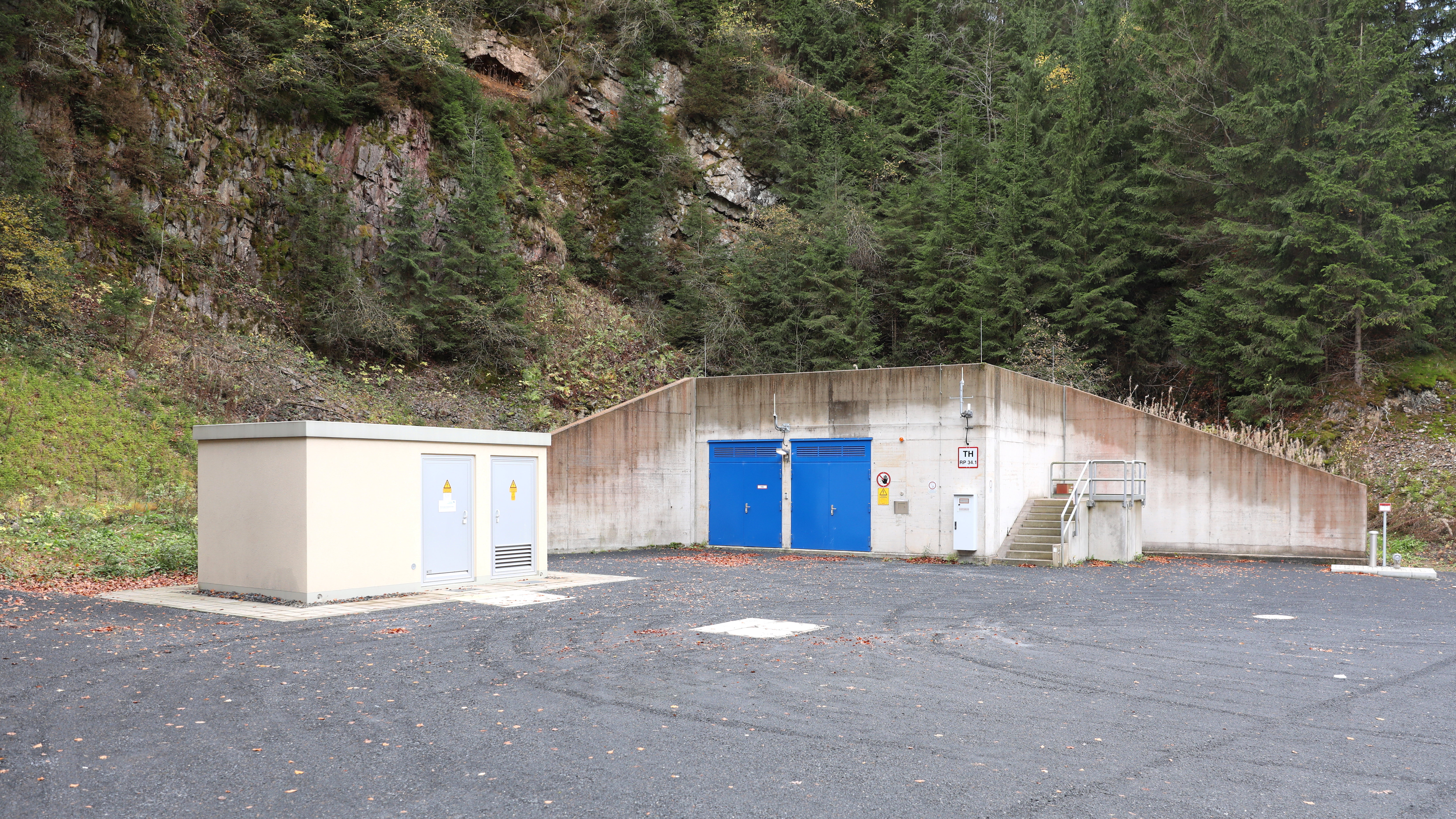
Schachtbauwerk Notausgang 4
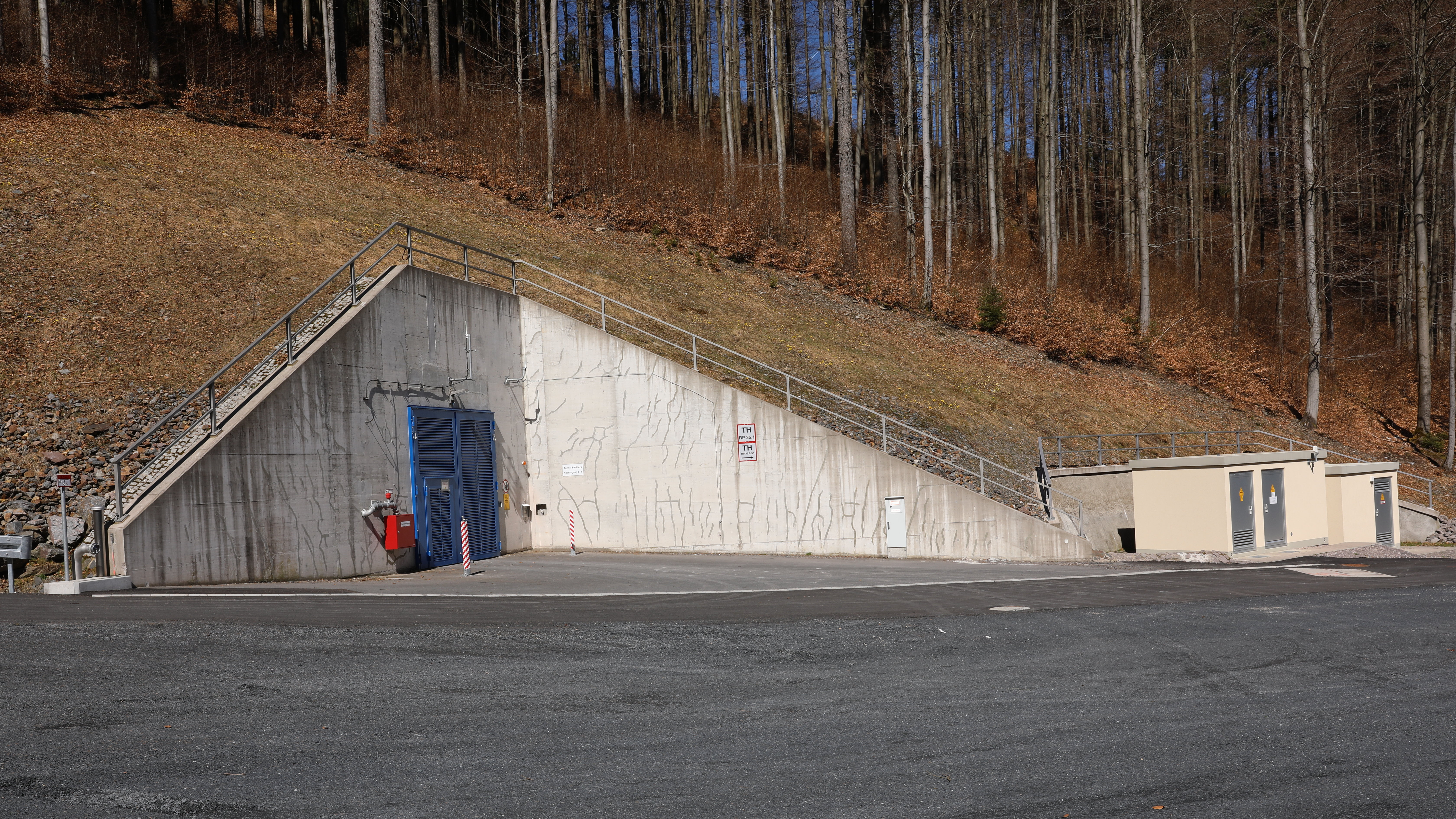
Notausgang 8
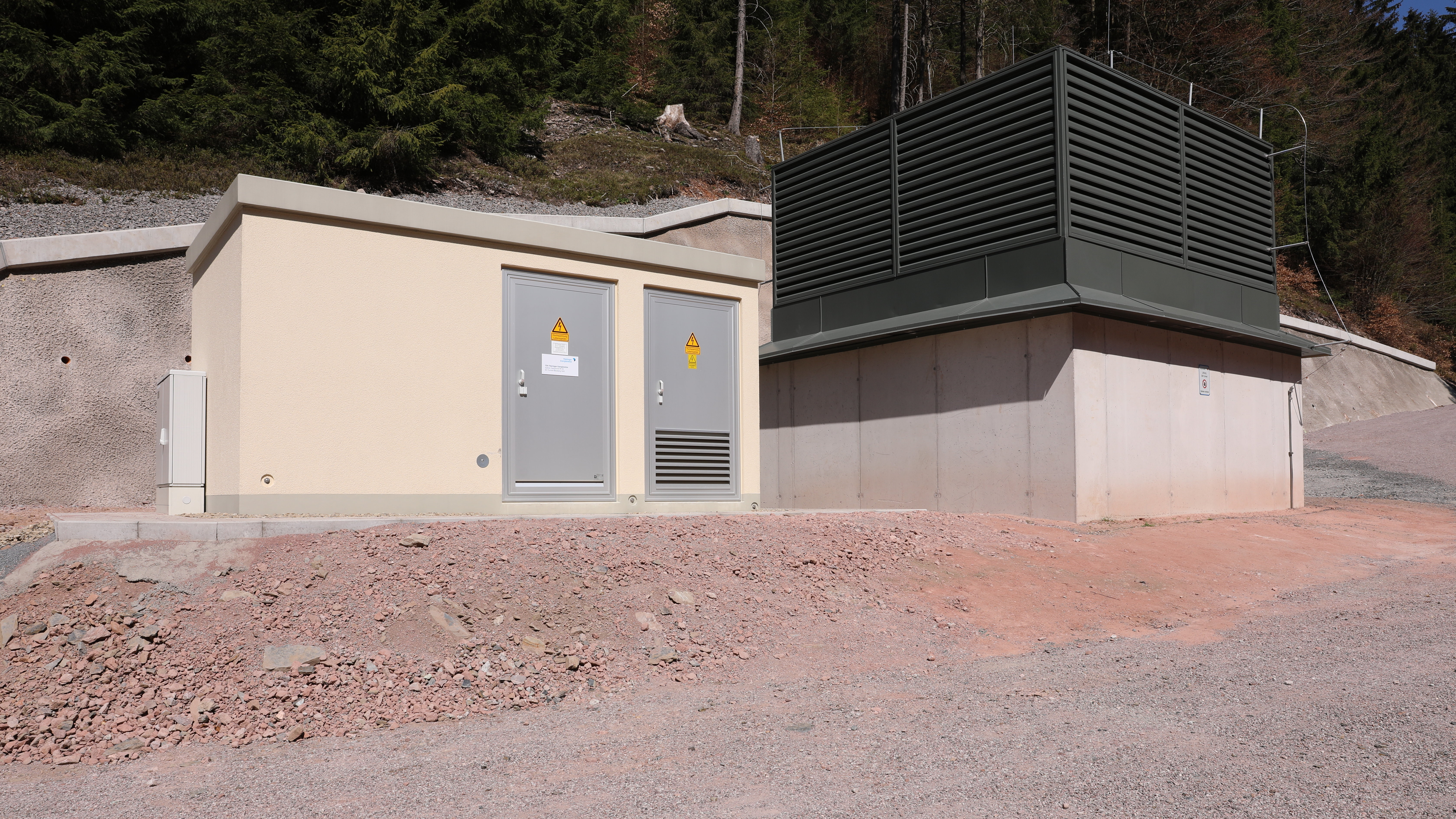
Lüftungsschachtgebäude

Am 29. April 2017 fand eine Rettungsübung mit 350 Feuerwehrleuten an sechs Stationen im Tunnel statt.
Am 22. Juli 2017 fand eine weitere Rettungsübung statt, an der 700 Einsatzkräfte aller 27 für den Bauabschnitt zuständigen Tunnelbasiseinheiten beteiligt waren.
Am 28. Februar 2019 entschied das Bundesverwaltungsgericht über Klagen des Landes Thüringen und der Landkreise Sonneberg sowie Ilm-Kreis zur Größe verschiedener Rettungsplätze an der Strecke. Die Klage hinsichtlich des Rettungsplatzes am Notausgang 8 des Bleßbergtunnels war begründet, da die Zufahrt zum Rettungsplatz durch den Thüringer Wald über ausgebaute Waldwege mit über sieben Kilometer Länge besonders lang und fahrtechnisch außergewöhnlich anspruchsvoll ist. Außerdem ist der erforderliche Begegnungsverkehr nur mit Ausweichstellen möglich und es muss eine Durchfahrt zum Rettungsplatz am Nordportal des Tunnels freigehalten werden. Dadurch liegen außergewöhnlichen Umstände vor, die eine größere Rettungsplatzfläche als 1500 Quadratmeter erfordern können. Das Eisenbahn-Bundesamt hatte bei der Planfeststellung eine solche Prüfung der außergewöhnlichen Umstände nicht vorgenommen.